# Prix Goya de la meilleure photographie

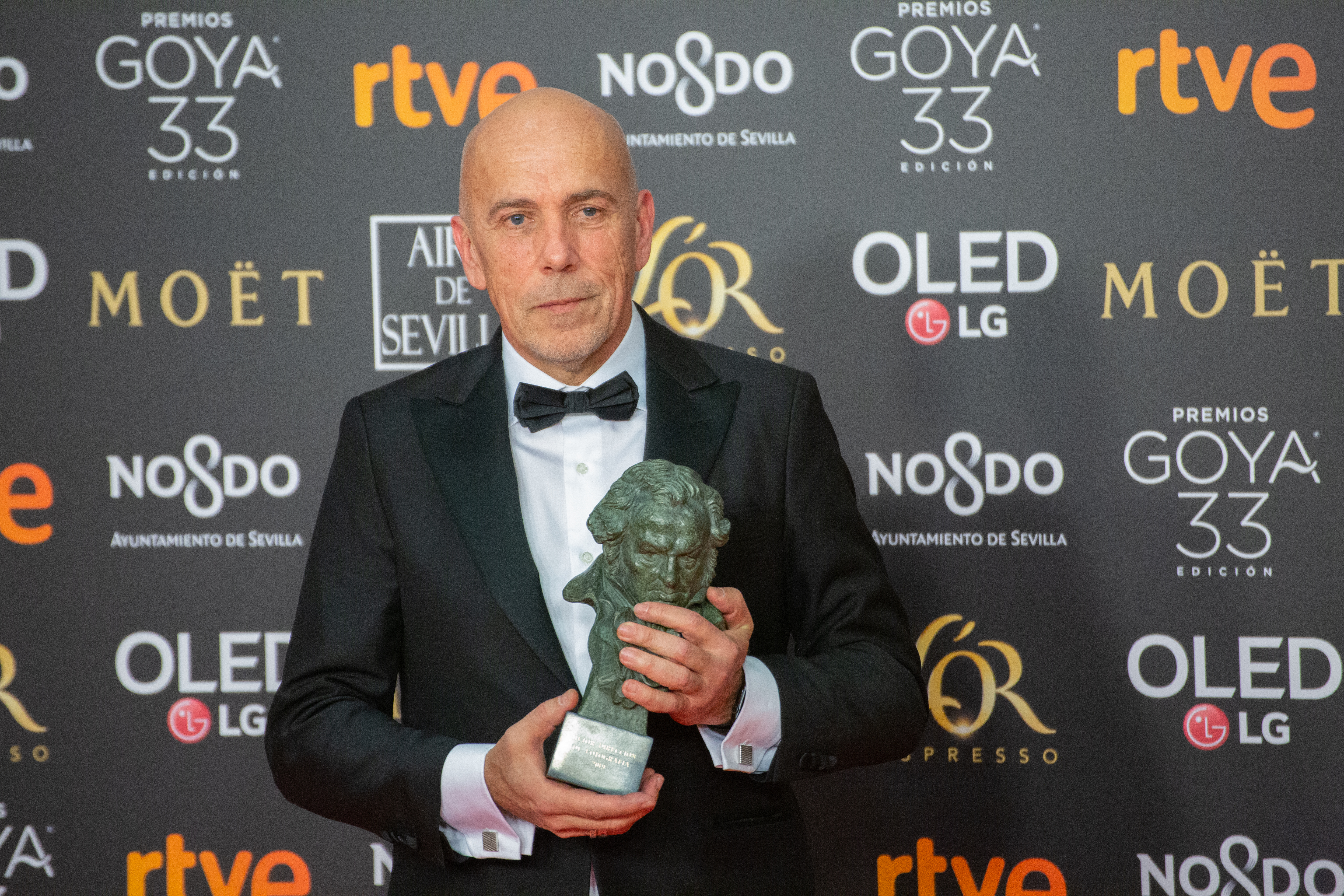
Prix Goya 2019 de la meilleure photographie pour "La sombra de la Ley" ("L’ombre de la loi" en français).

Les prix Goya ont été créés par l'Academia de las artes y las ciencias cinematográficas de España en 1986.
Les directeurs de la photographie qui ont obtenu le plus de Goyas sont :
- Javier Aguirresarobe, avec 6 statuettes
- José Luis Alcaine, avec 5
- Juan Ruiz Anchia avec 2.

## Lauréats

### Années 1980
- 1987 : Teo Escamilla pour L'Amour sorcier (El amor brujo)
  - José Luis Alcaine pour L'Autre Moitié du ciel (La mitad del cielo)
  - Hans Burmann pour Werther
- 1988 : Fernando Arribas pour Divinas palabras
  - Javier Aguirresarobe pour La Forêt animée (El bosque animado)
  - Hans Burmann pour La rusa
- 1989 : Carlos Suárez pour Remando al viento
  - Teo Escamilla pour Berlín Blues
  - Teo Escamilla pour El Dorado
  - José Luis Alcaine pour Femmes au bord de la crise de nerfs (Mujeres al borde de un ataque de nervios)
  - José Luis Alcaine pour Malaventura

### Années 1990
- 1990 : José Luis Alcaine pour Le Rêve du singe fou (El sueño del mono loco)
  - Jaume Peracaula pour El niño de la luna
  - Teo Escamilla pour La Nuit obscure (La noche oscura)
  - Juan Amorós pour Le Marquis d'Esquilache (Esquilache)
  - Teo Escamilla pour Montoyas y Tarantos
- 1991 : Alfredo F. Mayo pour Lettres d'Alou (Las cartas de Alou)
  - José Luis Alcaine pour Attache-moi ! (¡Átame!)
  - José Luis Alcaine pour ¡Ay, Carmela!
- 1992 : Javier Aguirresarobe pour Beltenebros
  - Carlos Suárez pour Don Juan en los infiernos
  - Hans Burmann pour Le Roi ébahi (El rey pasmado)
- 1993 : José Luis Alcaine pour Belle Époque
  - Hans Burmann pour La marrana
  - Alfredo Mayo pour Le Maître d'escrime (El maestro de esgrima)
- 1994 : José Luis Alcaine pour El pájaro de la felicidad
  - Javier Aguirresarobe pour La madre muerta
  - José Luis López-Linares pour Madregilda
- 1995 : Manuel Rojas pour Canción de cuna
  - Javier Aguirresarobe pour Días contados
  - José Luis Alcaine pour La pasión turca
- 1996 : Javier Aguirresarobe pour Antártida
  - Vittorio Storaro pour Flamenco
  - Flavio Martínez Labiano pour Le Jour de la bête (El día de la bestia)
- 1997 : Javier Aguirresarobe pour Le Chien du jardinier (El perro del hortelano)
  - José Luis López-Linares pour La Celestina
  - José Luis Alcaine pour Tranvía a la Malvarrosa
- 1998 : Jaume Peracaula pour El color de las nubes
  - José Luis Alcaine pour Le Jeune Homme amoureux (En brazos de la mujer madura)
  - Patrick Blossier pour La Femme de chambre du Titanic
- 1999 : Juan Antonio Ruiz Anchía pour Mararía
  - Raúl Pérez Cubero pour El abuelo
  - Javier Aguirresarobe pour La Fille de tes rêves (La niña de tus ojos)
  - Vittorio Storaro pour Tango

### Années 2000
- 2000 : Vittorio Storaro pour Goya à Bordeaux (Goya en Burdeos)
  - Javier Salmones pour La Langue des papillons (La lengua de las mariposas)
  - Affonso Beato pour Tout sur ma mère (Todo sobre mi madre)
  - Paco Femenia pour Volavérunt
- 2001 : Raúl Pérez Cubero pour You're the One (una historia de entonces)
  - José Luis López-Linares pour Calle 54
  - Jaume Peracaula pour El mar
  - Kiko de la Rica pour Mes chers voisins (La comunidad)
  - Gonzalo F. Berridi pour Plenilunio
- 2002 : Javier Aguirresarobe pour Les Autres (Los otros)
  - Xavi Giménez pour Intacto
  - Paco Femenia pour Juana la Loca
  - Kiko de la Rica pour Lucia et le Sexe (Lucía y el sexo)
- 2003 : José Luis Alcaine pour El caballero Don Quijote
  - Raúl Pérez Cubero pour Historia de un beso
  - José Luis López-Linares pour Le Sortilège de Shanghai (El embrujo de Shanghai)
  - Néstor Calvo pour Nos miran
- 2004 : Javier Aguirresarobe pour Soldados de Salamina
  - José Luis Alcaine pour Al sur de Granada
  - Paco Femenia pour Carmen
  - Alfredo Mayo pour Galindez (El misterio Galíndez)
- 2005 : Javier Aguirresarobe pour Mar adentro
  - Javier Salmones pour L'Enfer des loups (Romasanta)
  - José Luis Alcaine pour Roma
  - Raúl Pérez Cubero pour Tiovivo c. 1950
- 2006 : José Luis López-Linares pour Iberia de Carlos Saura
  - Raúl Pérez Cubero pour Ninette
  - Javier Aguirresarobe pour Obaba, le village du lézard vert (Obaba)
  - José Luis Alcaine pour Otros días vendrán
- 2007 : Guillermo Navarro pour Le Labyrinthe de Pan (El laberinto del fauno)
  - Paco Femenia pour Capitaine Alatriste (Alatriste)
  - David Omedes pour Salvador (Puig Antich)
  - José Luis Alcaine pour Volver
- 2008 : José Luis Alcaine pour Las 13 rosas
  - Álvaro Gutiérrez pour Bajo las estrellas
  - Carlos Suárez pour Oviedo Express
  - Ángel Iguácel pour Siete mesas de billar francés
- 2009 : Paco Femenía pour Venganza (Sólo quiero caminar)
  - Carlos Suárez pour La conjura de El Escorial
  - Hans Burmann pour Los girasoles ciegos
  - Félix Monti pour Sangre de mayo

### Années 2010
- 2010 : Xavi Giménez pour Ágora
  - Alex Catalán pour After
  - Carles Gusi pour Cellule 211 (Celda 211)
  - Félix Monti pour Dans ses yeux (El secreto de sus ojos)
- 2011 : Antonio Riestra pour Pain noir (Pa negre, Pan negro)
  - Kiko de la Rica pour Balada triste (Balada triste de trompeta)
  - Rodrigo Prieto pour Biutiful
  - Eduard Grau pour Buried
- 2012 : Juan Antonio Ruiz Anchía pour Blackthorn. Sin destino
  - Arnau Valls Colomer pour Eva
  - José Luis Alcaine pour La piel que habito
  - Unax Mendia pour Pas de répit pour les damnés (No habrá paz para los malvados)
- 2013 : Kiko de la Rica pour Blancanieves
  - Alex Catalán pour Groupe d'élite (Grupo 7)
  - Daniel Vilar pour L'Artiste et son modèle (El artista y la modelo)
  - Oscar Faura pour The Impossible (Lo imposible)
- 2014 : Pau Esteve Birba pour Amours cannibales (Caníbal)
  - Juan Carlos Gómez pour 15 años y un día
  - Kiko de la Rica pour Les Sorcières de Zugarramurdi (Las brujas de Zugarramurdi)
  - Cristina Trenas, Juan Pinzás et Tote Trenas pour New York Shadows
- 2015 : Álex Catalán pour La isla mínima
  - Alejandro Martínez pour Autómata
  - Carles Gusi pour El Niño
  - Gonzalo F. Berridi pour Ocho apellidos vascos
- 2016 : Miguel Ángel Amoedo pour La novia
  - Alex Catalán pour Un jour comme un autre (A Perfect Day)
  - Josep M. Civit pour El rey de La Habana
  - Jean-Claude Larrieu pour Personne n'attend la nuit (Nadie quiere la noche)
- 2017 : Óscar Faura pour Quelques minutes après minuit (A Monster Calls)
  - Alex Catalán pour 1898, los últimos de Filipinas
  - Arnau Valls Colomer pour La Colère d'un homme patient (Tarde para la ira)
  - José Luis Alcaine pour La Reine d'Espagne (La reina de España)
- 2018 : Javier Aguirre Erauso pour Handia
  - Paco Femenia pour Oro, la cité perdue (Oro)
  - Jean-Claude Larrieu pour The Bookshop
  - Santiago Racaj pour Été 93 (Estiu 1993)
- 2019 : Josu Incháustegui pour Gun City (La sombra de la ley)
  - Alejandro de Pablo pour El reino
  - Eduard Grau pour Quién te cantará
  - Alex Catalán pour Yuli

### Années 2020
- 2020 : Mauro Herce pour Viendra le feu (O que arde)
  - José Luis Alcaine pour Douleur et Gloire (Dolor y gloria)
  - Alex Catalán pour Lettre à Franco (Mientras dure la guerra)
  - Javier Agirre pour Une vie secrète (La trinchera infinita)
- 2021 : Daniela Cajías pour Las niñas
  - Sergi Vilanova Claudín pour Adú
  - Ángel Amorós pour Black Beach
  - Javier Agirre pour Les Sorcières d'Akelarre (Akelarre)
- 2022 : Kiko de la Rica pour Mediterráneo
  - Pau Esteve Birba pour El buen patrón
  - Gris Jordana pour Libertad
  - José Luis Alcaine pour Madres paralelas

- 2023 : Álex de Pablo pour As bestas
  - Daniela Cajías pour Nos soleils (Alcarràs)
  - Jon D. Domínguez pour Lullaby (Cinco lobitos)
  - Arnau Valls Colomer pour Compétition officielle (Competencia oficial)
  - Álex Catalán pour Prison 77 (Modelo 77)

- 2024 : Pedro Luque pour Le Cercle des neiges (La sociedad de la nieve)
  - Gina Ferrer García pour 20000 espèces d'abeilles (20.000 especies de abejas)
  - Valentín Álvarez pour Fermer les yeux (Cerrar los ojos)
  - Bet Rourich pour Un amor
  - Diego Trenas pour Una noche con Adela

- 2025 : La Chambre d'à côté (La habitación de al lado)
  - El 47
  - La Infiltrada
  - Le Retour de Saturne (Segundo Premio)
  - L'Affaire Nevenka (Soy Nevenka)